# Seriefigurer i Fantomen
I den här artikeln tas de seriefigurer i Fantomen upp, som inte passar in i andra artiklar, eller har för små roller för att förtjäna en egen artikel. För titelfiguren, se Fantomen (figur).

## Doktor Axel
Doktor Thorbjörn Axel driver ett sjukhus i djungeln, och får ofta vårda Fantomen då denne blivit skadad. Doktor Axel har varit med sedan åtminstone den 20:e Fantomens dagar och hjälpte till med förlossningen av den nuvarande, 21:e, Fantomens tvillingbarn Kit och Heloise. Doktor Axel har visat sig ha skandinaviskt ursprung, eftersom Lee Falk på 1990-talet gav honom förnamnet Bjorn, kanske beroende på Fantomenseriens popularitet i Skandinavien.

## Guran och Bandarstammen.
Bandarstammen är en pygméstam i det inre av Bengal. Sedan den 1:e Fantomen befriade bandarerna från slaveri av Wasakastammen, har bandarerna varit nära knutna till Fantomen. Bandarerna bor i en by nära Dödskallegrotta i De Djupa Skogarna och bistår Fantomen i att skydda Fantomens och Dödskallegrottans hemligheter. Bandarerna är också kända (och fruktade) för sitt starkaste vapen, bandargiftet, ett gift som de preparerar sina spjut och pilar med och som är dödande vid minsta lilla rispa. 
Guran är bandarernas hövding, och Fantomens närmaste vän. Han är både hövding och läkare och har ett internationellt erkänt diplom för sina kunskaper i naturmedicin.

## Kejsar Joonkar
Kejsar Joonkar var Bengalis siste svarta kejsare. Född på 1630-talet och död i början av 1700-talet.
Han skänkte stranden Keela Wee till den 6:e Fantomen då Joonkars hustru dött i barnsäng.

## Lamanda Luaga
Dr Lamanda Luaga är president i Fantomens hemland Bengali och även en god vän till Fantomen. Luaga har flera gånger utsatts för kupper och mordförsök och i många av dessa har Fantomen räddat honom. 

## Rex
Rex King är Fantomens fosterson och furste över bergslandet Baronkhan.

## Tara Tagama
Tara Tagama var Rex lärare. Hon gifte sig sedermera med Lamanda Luaga.

## Överste Worubu
Överste Jonathan Worubu är, näst Fantomen, Djungelpatrullens högste befälhavare. 

## Gamle Moz
Gamle Moz är historieberättare i djungeln, och bor ensam i en hydda en bit utanför Llongobyn. Det antyds ibland att Moz har övernaturliga krafter, som att kunna se in i framtiden.

## Lily och Dave Palmer
Lily Palmer är mor till Fantomens fru Diana, och var inledningsvis mycket negativt inställd till Dianas förhållande med Fantomen. Hon bor tillsammans med sin bror Dave, före detta polischef och borgmästare, som numera arbetar med antiterrorismfrågor. 

## General Bababu
General Babo Bababu var Lamanda Luagas motkandidat i det första presidentvalet i Bengali. Bababu förlorade valet och försökte i en revolt döda Lamanda Luaga. Fantomen tog Bababu till Dödskallegrottan och lät honom där gå en boxningsmatch mot Luaga. Även denna gång stod Bababu som förlorare, och har därefter upprepade gånger försökt utkräva hämnd genom attentat mot Lamanda Luaga. General Bababu har en dotter, Lila, som är gift med Luagas son Lon.